# Biologija u 1984.
◄◄ | ◄ | 1981. | 1982. | 1983. | 1984.  | 1985. | 1986. | 1987. | ► | ►►
Arhitektura • Astronautika • Astronomija • Biologija • Film • Fotografija • Glazba • Kazalište • Kemija • Kiparstvo • Knjige • Književnost • Kršćanstvo • Meteorologija • Medicina • Planinarstvo • Politika • Pravo • Promet • Slikarstvo • Strip • Šport • Televizija • Znanost • Zrakoplovstvo • Željeznički promet
Biologija u 1984.

## Svijet

### Smrti
- 20. listopada: Carl Ferdinand Cori, češko-američki biokemičar (* 1896.)

## Vanjske poveznice
|  | Zajednički poslužitelj ima još gradiva o temi Biologija |